# Clackmannan Football Club
Maillots
Le Clackmannan Football Club est un ancien club de football écossais basé à Clackmannan, Clackmannanshire, fondé en 1885 et disparu en 1932, membre de la Scottish Football League entre 1921 et 1922, puis entre 1923 et 1926. 

## Histoire
Le club a été fondé en 1885, jouant leur première saison à Tower Park et à Glebe Park. Dès leur deuxième saison d'existence, ils emménagèrent définitivement à Chapelhill Park. En 1891, ils adhérèrent à la Midland Football League puis la Central Football Combination. En 1904, le club se saborda avant de renaître en 1907 et de connaître par la suite l'Eastern Football League et la Central Football League de 1914 à 1921. 
Ils rejoignirent la Scottish Football League en 1921, à l'occasion de la création de la Division 2. Ils en terminèrent derniers et durent renoncer à leur participation à la ligue, en raison de difficultés financières, renforcés par la peu de rentrées de billetterie, ce qui était normal pour une ville d'à peine 3 000 habitants à l'époque.
Ils rejoignirent alors l'Eastern Football League une saison, avant d'être autorisés à rejoindre de nouveau la Scottish Football League en 1923 mais cette fois-ci dans la toute nouvelle Division 3 qui venait d'être créée. Ils y passèrent trois saisons, avant que la disparition en 1926 de cette division, non viable financièrement, les fasse de nouveau quitter la ligue.
Ils continuèrent dans des ligues locales jusqu'en 1932, date à laquelle le club disparut. Une équipe junior, appelée aussi Clackmannan Football Club, exista dans la ville de 1962 à 1995. 

## Palmarès
- Champion de la Midland Football League : 1896-97